# Isole Vergini Americane ai XXII Giochi olimpici invernali
Le Isole Vergini Americane hanno partecipato ai XXII Giochi olimpici invernali, che si sono svolti dal 7 al 23 febbraio a Soči in Russia, con una delegazione composta da un'atleta.

## Sci alpino
| Gara                      | Atleta           | Manche 1 | Manche 1  | Manche 2 | Manche 2  | Totale  | Totale    |
| Gara                      | Atleta           | Tempo    | Posizione | Tempo    | Posizione | Tempo   | Posizione |
| ------------------------- | ---------------- | -------- | --------- | -------- | --------- | ------- | --------- |
| Slalom gigante femminile  | Jasmine Campbell | 1'32"05  | 62        | 1'33"00  | 57        | 3'05"05 | 56        |
| Slalom speciale femminile | Jasmine Campbell | 1'06"09  | 50        | 1'04"28  | 43        | 2'10"37 | 43        |